# Букейханов, Габдулхаким Нурмухамедович
Габдулхаки́м Нурмухаме́дович Букейха́нов (в современных казахстанских источниках его имя приводится в казахской транскрипции Габдол-Хаким Нурмухамедулы Бокейханов) (15.4.1896, аул Шунгай — 25.2.1938, аул Жаналык) — казахский государственный и общественный деятель, потомок хана Бокея.

## Биография
Родился 15 апреля 1896 года в ауле Шунгай, Букеевская Орда, Астраханская губерния. Брат известного исполнителя кюев Махамбета Бокейханова.
Учился в одногодичной аульной школе, затем в городском четырёхклассном училище.
В 1917 году окончил  Уральское войсковое реальное училище
В 1917—1919 годах учился в Московской сельскохозяйственной академии.
В 1919 году служил в Краснознаменном казахском полку, являлся членом ВРК по управлению Киргизским (Казахским) аймаком, председатель отделения Киргизского (Казахского) аймака при Совнаркоме РСФСР. В 1919 году в качестве члена Казревкома провел переговоры с руководителями Алашорды, чтобы склонить их к сотрудничеству с советской властью. Будучи членом комиссии Казревкома по назначению на должности, занимался подбором национальных кадров, помог многим деятелям Алашского движения в назначении на ответственные должности в ЦИК и СНК.
В 1920—1921 годах ответственный секретарь КазЦИКа. В 1920 году — представитель Казревкома во ВЦИК.
С 1921 года председатель Акмолинского и Семипалатинского губернского исполкома.
В 1921—1922 годах председатель исполкома Семипалатинской губернии, комиссии по оказанию помощи голодающим Семипалатинской и Акмолинской губерний.
В 1925—1932 годах член коллегии Земельного наркома, заместитель председателя Каракалпакского исполкома, заместитель председателя Казахского хлопкового комитета, начальник Земельного управления Южно-Казахстанской области.
В 1926—1927 годах начальник управления водного хозяйства Наркомзема.
В 1936—1937 годах начальник Управления земельного хозяйства Шымкентской области.
Был участником 6-го, 7-го и 10-го Всероссийских съездов Советов и 4-го конгресса Коминтерна.
Арестован 7 октября 1937 года. 25 февраля 1938 года Выездная сессия военной коллегии Верховного Суда СССР приговорила к ВМН, расстрелян в день приговора. Реабилитирован 21 декабря 1957 года Военной Коллегией Верховного Суда СССР за отсутствием состава преступления.